# أناكليتوس الثاني
أناكليتوس الثاني (باللاتينية: Anacletus II) (توفي 25 يناير 1138) ولد باسم بييترو بييرليوني وهو بابا مزيف حكم من 1130 وحتى وفاته وذلك في الانشقاق حول الانتخابات المتنازع عليها والتي أدت للانتخاب البابا إنوسنت الثاني على عجل.